# 泉武夫 (美術史学者)
泉 武夫（いずみ たけお、1954年(昭和29年) - ）は、日本の美術史学者、尺八奏者、東北大学名誉教授。

## 略歴
宮城県生まれ。1976年（昭和51年）東北大学文学部美術史学科卒、1979年（昭和54年）同大学院博士課程後期中退。1996年（平成8年）「仏画の造形」で東北大学より文学博士の学位を取得。1979年（昭和54年）大阪市立美術館学芸員、1984年（昭和59年）京都国立博物館文部技官美術室員、1990年（平成2年）主任研究官、2001年（平成13年）資料管理室長、2004年（平成16年）教育室長、2007年（平成19年）東北大学文学研究科教授。2017年退任、名誉教授。1989年國華賞受賞。

## 著書
- 『高野山仏涅槃図 大いなる死の造形』平凡社 シリーズ 絵は語る 1994
- 『仏画の造形』吉川弘文館 1995
- 『み仏の絵に近づく』新潮社 美術館へ行こう　1998
- 『歴史からみたヨーロッパとアジア日本 文明の類似性と独自性』竹林館 ソフィア叢書　2002
- 『信貴山縁起絵巻 躍動する絵に舌を巻く』小学館 アートセレクション 2004
- 『仏画の尊容表現』中央公論美術出版 2010
- 『竹を吹く人々 描かれた尺八奏者の歴史と系譜』東北大学出版会 人文社会科学ライブラリー 2013
- 『古代中世絵絹集成』中央公論美術出版 2022

### 共著
- 『水墨画の巨匠 第7巻 白隠・仙厓』水上勉共著 講談社 1995
- 『国宝 六道絵』加須屋誠・山本聡美共編著 金井杜道撮影 中央公論美術出版 2007
- 『日本美術史ハンドブック』辻惟雄共編 新書館 2009
- 『日本美術全集』辻惟雄・山下裕二・板倉聖哲と編集委員 小学館（全20巻） 2012-2016